# HD 79498
HD 79498 — звезда в созвездии Рака. Находится на расстоянии около 159 световых лет от Солнца. Вокруг звезды обращается, как минимум, одна планета.

## Характеристики
HD 79498 — звезда 8,03 видимой звёздной величины; впервые в астрономической литературе упоминается в каталоге Генри Дрейпера, изданном в начале XX века. В галактической плоскости она находится близко к двум другим звёздам — BD+23°2063B и BD+23°2065. Изучив лучевые скорости всех трёх звёзд, астрономы пришли к выводу, что HD 79498 и BD+23°2063B гравитационно связаны между собой, образуя двойную систему. Расстояние между ними составляет около 2900 а.е. (ок. 435 млрд километров).
По своим характеристикам HD 79498 представляет собой звезду восьмой величины (её можно наблюдать только в телескоп); впервые в астрономической литературе упоминается в каталоге Генри Дрейпера, изданном в начале XX века. Масса звезды равна 1,06 массы Солнца. Температура поверхности HD 79498 составляет около 5740 кельвинов. Её возраст оценивается приблизительно в 2,7 миллиарда лет.

## Планетная система
В 2012 году группой астрономов, работающих с телескопом Хобби-Эберли, было объявлено об открытии планеты HD 79498 b в системе. Это газовый гигант, имеющий массу, равную 1,34 массы Юпитера. Планета обращается на расстоянии 3,13 а.е. от родительской звезды, совершая полный оборот 1966 суток. Открытие планеты было совершено методом доплеровской спектроскопии.